# Hydraena monikae
Hydraena monikae är en skalbaggsart som beskrevs av Manfred A. Jäch och Díaz 2000. Hydraena monikae ingår i släktet Hydraena och familjen vattenbrynsbaggar. Inga underarter finns listade i Catalogue of Life.